# (1183) Jutta
(1183) Jutta es el asteroide número 1183 situado en el cinturón principal. Fue descubierto por el astrónomo Karl Wilhelm Reinmuth  desde el observatorio de Heidelberg, el 22 de febrero de 1930. Su designación alternativa es 1930 DC. Se desconoce la razón del nombre.